# 庫夫希諾沃
57°02′N 34°10′E / 57.033°N 34.167°E
庫夫希諾沃（俄语：Кувши́ново）是俄羅斯特維爾州東北部的一個城市，位於特維爾以西133公里。2002年人口11,276人。
1910年建立，1938年建市。